# Luka Milivojević
Luka Milivojević (* 7. dubna 1991 Kragujevac) je srbský profesionální fotbalista, který hraje na pozici záložníka za anglický klub Crystal Palace, jehož je kapitánem. Byl členem srbského národního týmu až do ukončení své reprezentační kariéry v březnu 2021.
Svou kariéru začal ve třetí srbské lize v klubu Radnički Kragujevac, ze kterého se přesunul do prvoligového FK Rad, poté v lednu 2012 přestoupil do Crvene zvezdy. Po sezóně a půl v bělehradském týmu odešel do Belgie, kde se mu s Anderlechtem podařilo vyhrát nejvyšší domácí soutěž, následně vyhrál dvakrát řeckou Superligu s Olympiakosem a lednu 2017 přestoupil do anglického Crystal Palace za částku okolo 16 milionů euro.
Milivojević debutoval v srbské reprezentaci v roce 2012 a účastnil se Mistrovství světa ve fotbale 2018 v Rusku.

## Klubová kariéra
Milivojević se narodil v srbském městě Kragujevac, ve kterém také začínal s fotbalem. V sezóně 2007/08 odehrál pět utkání ve třetí nejvyšší srbské soutěži za místní klub FK Radnički 1923. Na konci této sezóny si jej vyhlédl prvoligový klub FK Rad a ve věku 17 let nastoupil do klubové akademie.
V A-týmu debutoval 23. srpna 2008, když odehrál poslední tři minuty ligového utkání proti FK Čukarički. Na své další utkání si musel počkat až do února 2010, kdy odehrál celý zápas proti FK Smederevo 1924. Ke konci sezóny 2009/10 se začal pravidelně objevovat v zápasech a v následující sezóně odehrál 26 z 30 ligových utkání. Svoje první branky v klubu vstřelil 14. srpna 2011, když se v prvním kole nové sezóny dvakrát prosadil do sítě Metalacu Gornji Milanovac při výhře 3:0.

### Red Star Belgrade
V zimním přestupovém období přestoupil Milivojević do Crvene Zvezdy Bělehrad za částku okolo 700 tisíc euro. V klubu debutoval 3. března 2012, když se objevil v základní sestavě 16. ligového kola proti Spartaku Subotica. Svou první branku v novém působišti vstřelil 7. dubna při výhře 5:0 nad Metalacem. V sezóně 2012/13 vstřelil dohromady 6 branek, včetně jedné do sítě městského rivala, Partizanu Bělehrad, kterou vstřelil 17. listopadu 2012 při výhře 3:2.

### Anderlecht
Dne 26. července 2013 přestoupil Milivojević do belgického Anderlechtu za téměř 3 miliony euro. V klubu podepsal pětiletou smlouvu. V belgické nejvyšší soutěži si odbyl svůj debut 2. srpna, když odehrál závěrečnou půlhodinu venkovního vítězství 4:0 nad Cercle Brugge. V podzimní části sezóny se stal pravidelným členem základní sestavy, ze které jej však časem vytlačil vycházející belgický supertalent, Youri Tielemans, a také přesun kapitána Guillauma Gilleta z pozice pravého obránce do středu zálohy. Poté, co Milivojević vypadl ze základní sestavy, rozhodl se požádat vedení klubu o hostování, a tak 1. září 2014 odešel na roční hostování do řeckého Olympiakosu.

### Olympiacos
V řeckém klubu debutoval 13. září, když odehrál celé utkání proti OFI Kréta. Milivojević se rychle usídlil v základní sestavě, dokud nemusel 6. prosince střídat v zápase proti PAS Giannina vinou zranění kolene. Na hřiště se vrátil až na konci ledna 2015, když nastoupil na poslední minutu utkání proti OFI Kréta. Po návratu do základní sestavy se taktéž poprvé střelecky prosadil, a to 5. dubna do sítě PAS Giannina při prohře 1:3.
Po sezóně 2014/15 si Milivojević přál přestoupit do Olympiakosu na trvalo. Kluby tak zahájily nová jednání. Belgický celek požadoval za srbského středopolaře částku okolo 3 milionu eur, nicméně Olympiakos takovou nabídku nepřijal. 4. června 2015 byl oficiálně potvrzen přestup Milivojeviće do Olympiakosu za 2,3 milionu euro. Záložník podepsal čtyřletou smlouvu.
Na začátku sezóny 2016/17 obdržel Milivojević kapitánskou pásku poté, co z klubu odešel jak David Fuster, tak brankář Roberto Jiménez, kteří kapitánskou pásku nosili v průběhu předešlé sezóny. Po podzimní části sezóny měl Milivojević na svém kontě již šest vstřelených branek a stal se předmětem přestupových spekulací.

### Crystal Palace
Dne 31. ledna 2017 přestoupil Milivojević do anglického Crystal Palace za nezveřejněný poplatek, který je odhadován na 15 miliónů euro. Ve svém novém působišti podepsal smlouvu na tři a půl roku. V klubu debutoval 11. února, když odehrál celé ligové utkání proti Stoke City, které skončilo porážkou Orlů 0:1. 10. dubna 2017 vstřelil svůj první gól za Palace, a to proměněním pokutového kopu při domácí výhře svého týmu 3:0 nad Arsenalem, a svůj další gól v sezóně vstřelil 14. května při výhře 4:0 v Selhurst Parku proti Hull City, čímž zajistil svému týmu udržení se v nejvyšší soutěži do příští sezóny a zároveň zpečetil sestup Hullu do Championship.
V sezóně 2017/18 byl Milivojević nejlepším střelcem Palace s 10 góly, když se Eagles zotavili ze špatného začátku sezóny a skončili na konečném 11. místě v lize pod novým manažerem Royem Hodgsonem. Vypěstoval si reputaci skvělého exekutora penalt, když proměnil devět z deseti ve svých prvních dvou sezónách v dresu Crystal Palace; a to i přesto, že před přestupem do Crystal Palace nikdy v soutěžním zápase penaltu nekopal. Jedinou penaltu, kterou neproměnil, mu 31. prosince 2017 vychytal Brazilec Ederson v nastaveném čase bezbrankového zápasu proti Manchesteru City, který vyhrál předchozích 18 zápasů v řadě. Na začátku kalendářního roku 2018 obdržel kapitánskou pásku poté, co si předchozí kapitán, stoper Scott Dann, přetrhnul křížový vaz v koleni.
28. října 2018 proměnil Milivojević dvě penalty při domácí remíze 2:2 proti Arsenalu, čímž ukončil sérii 12 po sobě jdoucích vítězství Gunners. V sezóně 2018/19 nevynechal ani jednu minutu z 38 ligových zápasů a vstřelením 12 branek výrazně pomohl klubu ke konečné 12. příčce v ligové tabulce.
Na hřišti Manchesteru City 22. prosince vstřelil vítězný gól z penalty při vítězství 3:2 nad obhájci titulu.
V srpnu 2019 podepsal Milivojević novou smlouvu s Crystal Palace do roku 2023.

## Reprezentační kariéra
Dne 29. září 2011 byl Milivojević poprvé povolán do srbské reprezentace, a to na zápasy kvalifikace na Euro 2012 proti Itálii a Slovinsku. V reprezentaci debutoval o více než rok později, a to 14. listopadu 2012, když nastoupil do přátelského utkání s Chile. 6. října 2017 vstřelil svůj první reprezentační gól, a to v kvalifikačním zápase na Mistrovství světa proti Rakousku.
V červnu 2018 byl zařazen do 23členné nominace na Mistrovství světa ve fotbale 2018. Nastoupil do dvou zápasů, proti Kostarice a Švýcarsku. Po zisku 3 bodů ze 3 zápasů bylo Srbsko vyřazeno již v základní skupině.
V březnu 2021 ukončil svou reprezentační kariéru ve věku 29 let.

## Statistiky

### Klubové
K 23. říjnu 2021
| Klub           | Sezóna  | Liga                | Liga   | Liga | Národní pohár | Národní pohár | Ligový pohár | Ligový pohár | Evropské poháry | Evropské poháry | Ostatní | Ostatní | Celkem | Celkem |
| Klub           | Sezóna  | Liga                | Zápasy | Góly | Zápasy        | Góly          | Zápasy       | Góly         | Zápasy          | Góly            | Zápasy  | Góly    | Zápasy | Góly   |
| -------------- | ------- | ------------------- | ------ | ---- | ------------- | ------------- | ------------ | ------------ | --------------- | --------------- | ------- | ------- | ------ | ------ |
| Radnički       | 2007/08 | Serbian League West | 5      | 1    | 0             | 0             | —            | —            | —               | —               | —       | —       | 5      | 1      |
| Rad            | 2008/09 | SuperLiga           | 1      | 0    | 0             | 0             | —            | —            | —               | —               | —       | —       | 1      | 0      |
| Rad            | 2009/10 | SuperLiga           | 9      | 0    | 0             | 0             | —            | —            | —               | —               | —       | —       | 9      | 0      |
| Rad            | 2010/11 | SuperLiga           | 26     | 0    | 0             | 0             | —            | —            | —               | —               | —       | —       | 26     | 0      |
| Rad            | 2011/12 | SuperLiga           | 13     | 3    | 1             | 0             | —            | —            | 4               | 0               | —       | —       | 18     | 3      |
| Rad            | Celkem  | Celkem              | 49     | 3    | 1             | 0             | —            | —            | 4               | 0               | —       | —       | 54     | 3      |
| Crvena zvezda  | 2011/12 | SuperLiga           | 11     | 1    | 3             | 0             | —            | —            | —               | —               | —       | —       | 14     | 2      |
| Crvena zvezda  | 2012/13 | SuperLiga           | 25     | 6    | 2             | 0             | —            | —            | 5               | 0               | —       | —       | 32     | 6      |
| Crvena zvezda  | 2013/14 | SuperLiga           | 0      | 0    | 0             | 0             | —            | —            | 1               | 0               | —       | —       | 1      | 0      |
| Crvena zvezda  | Celkem  | Celkem              | 36     | 7    | 5             | 0             | —            | —            | 6               | 0               | —       | —       | 47     | 7      |
| Anderlecht     | 2013/14 | Jupiler Pro League  | 16     | 0    | 1             | 0             | —            | —            | 4               | 0               | 0       | 0       | 21     | 0      |
| Anderlecht     | 2014/15 | Jupiler Pro League  | 3      | 0    | 0             | 0             | —            | —            | 0               | 0               | 1       | 0       | 4      | 0      |
| Anderlecht     | Celkem  | Celkem              | 19     | 0    | 1             | 0             | —            | —            | 4               | 0               | 1       | 0       | 25     | 0      |
| Olympiakos     | 2014/15 | Superliga           | 23     | 2    | 7             | 4             | —            | —            | 7               | 0               | 0       | 0       | 37     | 6      |
| Olympiakos     | 2015/16 | Superliga           | 22     | 3    | 3             | 0             | —            | —            | 6               | 0               | 0       | 0       | 31     | 3      |
| Olympiakos     | 2016/17 | Superliga           | 17     | 6    | 1             | 0             | —            | —            | 8               | 0               | 0       | 0       | 26     | 6      |
| Olympiakos     | Celkem  | Celkem              | 62     | 11   | 11            | 4             | —            | —            | 21              | 0               | 0       | 0       | 94     | 15     |
| Crystal Palace | 2016/17 | Premier League      | 14     | 2    | 0             | 0             | —            | —            | —               | —               | —       | —       | 14     | 2      |
| Crystal Palace | 2017/18 | Premier League      | 36     | 10   | 0             | 0             | 1            | 0            | 0               | 0               | —       | —       | 37     | 10     |
| Crystal Palace | 2018/19 | Premier League      | 38     | 12   | 3             | 0             | 1            | 0            | 0               | 0               | —       | —       | 42     | 12     |
| Crystal Palace | 2019/20 | Premier League      | 31     | 3    | 1             | 0             | 0            | 0            | 0               | 0               | —       | —       | 32     | 3      |
| Crystal Palace | 2020/21 | Premier League      | 31     | 1    | 0             | 0             | 1            | 0            | —               | —               | —       | —       | 32     | 1      |
| Crystal Palace | 2021/22 | Premier League      | 5      | 0    | 0             | 0             | 0            | 0            | —               | —               | —       | —       | 5      | 0      |
| Crystal Palace | Celkem  | Celkem              | 155    | 28   | 4             | 0             | 3            | 0            | —               | —               | —       | —       | 162    | 28     |
| Celkem         | Celkem  | Celkem              | 326    | 50   | 22            | 4             | 3            | 0            | 35              | 0               | 1       | 0       | 386    | 54     |

### Reprezentační

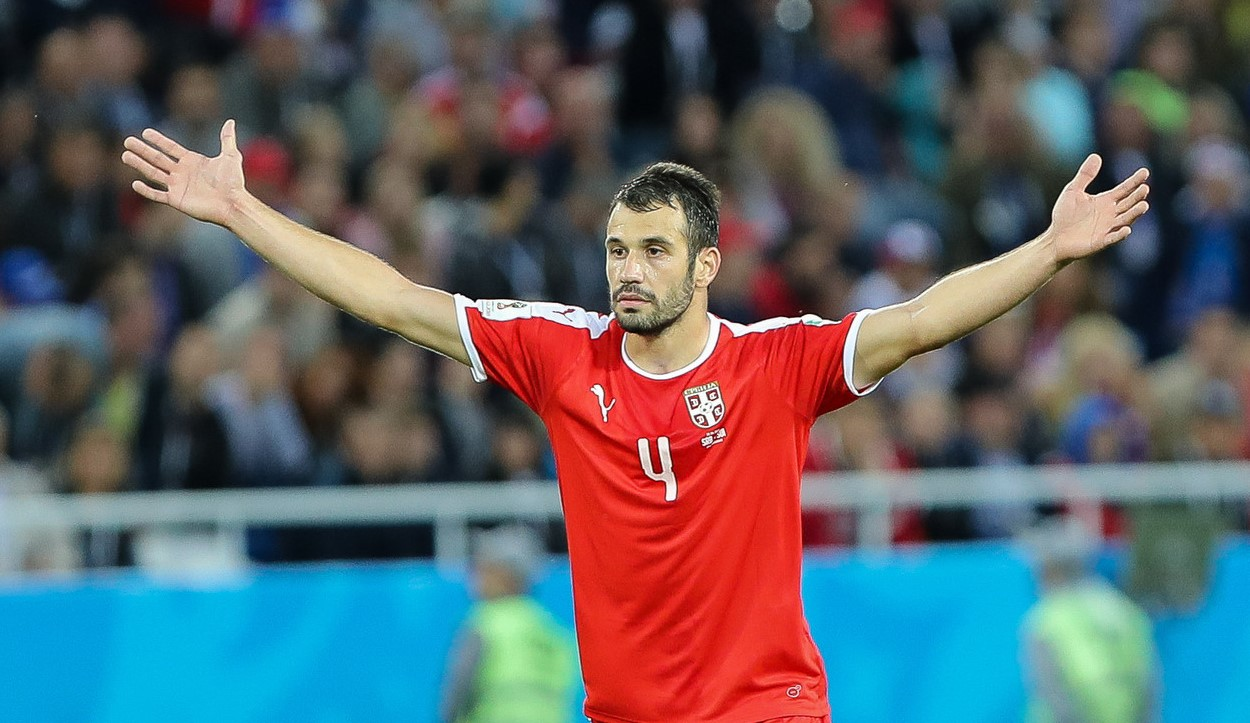
Milivojević na Mistrovství světa ve fotbale 2018

| Srbsko | Srbsko | Srbsko |
| Rok    | Zápasy | Góly   |
| ------ | ------ | ------ |
| 2012   | 1      | 0      |
| 2013   | 6      | 0      |
| 2014   | 0      | 0      |
| 2015   | 4      | 0      |
| 2016   | 8      | 0      |
| 2017   | 5      | 1      |
| 2018   | 6      | 0      |
| 2019   | 6      | 0      |
| 2020   | 2      | 0      |
| Celkem | 38     | 1      |

#### Reprezentační góly
Skóre a výsledky Srbska jsou vždy zapisovány jako první.
| Gól | Datum         | Místo                                 | Soupeř   | Skóre | Výsledek | Soutěž                                |
| --- | ------------- | ------------------------------------- | -------- | ----- | -------- | ------------------------------------- |
| 1.  | 6. října 2017 | Ernst-Happel-Stadion, Vídeň, Rakousko | Rakousko | 1:0   | 2:3      | Kvalifikace na Mistrovství světa 2018 |

## Ocenění

### Klubové

#### Crvena Zvezda
- Srbský fotbalový pohár: 2011/12

#### Anderlecht
- Jupiler Pro League: 2013/14
- Belgický superpohár: 2014

#### Olympiakos
- Řecká Superliga: 2014/15, 2015/16
- Řecký fotbalový pohár: 2014/15

### Individuální
- Jedenáctka sezóny Srbské SuperLigy: 2011/12, 2012/13